# Idiocnemis adelbertensis
Idiocnemis adelbertensis là loài chuồn chuồn trong họ Platycnemididae. Loài này được Gassmann miêu tả khoa học đầu tiên năm 1999.